# Новиков, Владимир Гаврилович
Владимир Гаврилович Новиков — председатель колхоза «Рассвет» Советского района Марийской АССР, Герой Социалистического Труда (1973). Заслуженный инженер сельского хозяйства РСФСР (1984).

## Биография
Родился 28 июня 1928 года в Нижне-Волжском крае, на территории современной Саратовской области. Русский.
После окончания в 1952 году Саратовского института механизации сельского хозяйства приехал в Марийскую АССР (ныне — Республика Марий Эл).
В 1952—1956 годах — механик, главный инженер, исполняющий обязанности директора Юледурской машинно-тракторной станции (МТС) Куженерского района Марийской АССР. В 1956—1957 годах — инженер-технолог завода тяжелого машиностроения в городе Саратов. В 1957—1960 годах — директор Алексеевской МТС, затем Ронгинской ремонтно-тракторной станции (РТС) Советского района Марийской АССР. В 1959 году вступил в КПСС.
В феврале 1960 года избран председателем небольшого колхоза «Новый путь», а через несколько месяцев, после объединения 6 сельхозартелей, — председателем колхоза «Рассвет» Советского района, которым руководил почти 35 лет.
Именно здесь наиболее полно раскрылись его организаторские способности, профессиональные знания и умение работать с людьми. Был избран председателем объединённого хозяйства, в котором на тот момент имелось 8090 гектаров земли и трудилось 738 человек. В колхозе тогда имелось 29 тракторов, 16 зерновых комбайнов, 20 автомашин. В 1960 году колхоз получил урожай зерновых 7,9 центнера с гектара, картофеля — 51 центнер. В колхозе имелось 1055 голов крупного рогатого скота, в том числе 442 коровы, 932 свиньи, 1190 овец, 1942 головы кур, 198 лошадей. Надой молока от коровы составил 2188 литров. Продано государству зерна 724 тонны, картофеля — 152, молока — 768, мяса — 212 тонн. Под руководством председателя, специалистов, членов правления колхоз из отсталого превратился в передовое хозяйство района, Марийской АССР и РСФСР, стал школой передового опытаhttp://www.warheroes.ru/hero/hero.asp?Hero_id=20010. В 1967 году колхоз «Рассвет» был награждён орденом Ленина, а в целом за свою историю хозяйство 12 раз признавалось победителем во Всесоюзном социалистическом соревновании.
В колхозе было создано высокоразвитое хозяйство. Рядом со старым селом был построен новый посёлок городского типа, где имеется более четырёхсот одно-, двух-, трёх — и четырёхкомнатных квартир. В селе имеются типовая средняя школа на пятьсот мест, детский сад на 140 мест, участковая больница со стационаром на 40 мест и грязелечебницей, дом культуры, торговый центр (два магазина и столовая), построена баня. В колхозе велось большое строительство производственных объектов для содержания и выращивания крупного рогатого скота и свиней. Построены два молочных комплекса на 1200 голов в Афанассоле и Колянуре, свиноводческий комплекс на 10-12 тысяч голов, складские помещения для хранения зерна, гаражи для автомашин и тракторов.
Указом Президиума Верховного Совета СССР от 6 сентября 1973 года за большие успехи, достигнутые во Всесоюзном социалистическом соревновании и проявленную трудовую доблесть в выполнении принятых обязательств по увеличению производства и заготовок продуктов животноводства в зимний период 1972—1973 годов, Новикову Владимиру Гавриловичу присвоено звание Героя Социалистического Труда с вручением ордена Ленина и золотой медали «Серп и Молот».
В 1985—1990 годах колхоз имел следующие показатели: урожайность зерновых — по 31 центнер, поголовье крупного рогатого скота — 3717, в том числе 1200 коров, численность свиней довели до 8800 голов. Удой от коровы составил 5130 литров. Произвели на 100 гектаров сельхозугодий мяса — 215 центнеров, молока — 815 центнеров. Продали государству 1574 тонны мяса и 5817 тонн молока.
Депутат Верховного Совета СССР 7-го и 8-го созывов (1966—1974). Депутат Верховного Совета РСФСР 11-го созыва (1985—1990). Депутат Верховного Совета Марийской АССР 6-го, 9-го и 10-го созывов (1963—1967, 1975—1985).
Почётный гражданин Советского района (17.01.2000).
В декабре 1994 года вышел на заслуженный отдых.
Жил в посёлке Советский Советского района Республики Марий Эл. Умер 22 марта 2002 года. Похоронен на Туруновском кладбище в Йошкар-Оле.

## Звания и награды
- Герой Социалистического Труда (1973)
- Заслуженный инженер сельского хозяйства РСФСР (1984)
- Почётный гражданин Советского района Республики Марий Эл (2000)
- Орден Ленина (26.11.1965; 06.09.1973; 29.08.1986)
- Орден Октябрьской Революции (08.04.1971)
- 3 Золотые, 1 серебряная, 1 бронзовая медали ВДНХ
- Медаль «За трудовую доблесть»
- Медаль «За доблестный труд. В ознаменование 100-летия со дня рождения В. И. Ленина»
- Медаль «Ветеран труда»
- Почётная грамота Президиума Верховного Совета РСФСР (1988)
- Почётная грамота Президиума Верховного Совета Марийской АССР (1978)

## Память
- В селе Вятское Советского района именем Героя названа улица.
- В селе Вятское на доме № 24 по улице Новикова установлена мемориальная доска.